# Пейн, Никки
Никола «Никки» Энн Пейн (англ. Nicola "Nikki" Anne Payne; род. 1966, Гонконг), в замужестве Никола Миллс (англ. Nicola Mills) — новозеландская гребчиха, выступавшая за сборную Новой Зеландии по академической гребле в период 1984—1990 годов. Бронзовая призёрка летних Олимпийских игр в Сеуле, победительница и призёрка многих регат национального значения.

## Биография
Никки Пейн родилась 26 июля 1966 года в Гонконге. Занималась академической греблей в Гамильтоне в местном одноимённом гребном клубе под руководством тренера Гарри Махоуна.
Дебютировала в гребле на международной арене в сезоне 1984 года, когда вошла в состав новозеландской национальной сборной и выступила на чемпионате мира среди юниоров в Швеции, где заняла четвёртое место в зачёте женских парных одиночек.
Благодаря череде удачных выступлений удостоилась права защищать честь страны на летних Олимпийских играх 1988 года в Сеуле. Вместе с напарницей Линли Ханнен в распашных безрульных двойках пришла к финишу третьей позади экипажей из Румынии и Болгарии — тем самым завоевала бронзовую олимпийскую медаль.
После сеульской Олимпиады Пейн ещё в течение некоторого времени оставалась в составе гребной команды Новой Зеландии и продолжала принимать участие в крупнейших международных регатах. Так, в 1989 году она побывала на чемпионате мира в Бледе, где финишировала шестой в программе безрульных двоек.
В 1990 году на мировом первенстве в Тасмании показала шестой результат в безрульных четвёрках и четвёртый результат в рулевых восьмёрках.
Завершив спортивную карьеру, впоследствии работала врачом в Новой Зеландии и Великобритании. Была замужем за тренером по гребле Питером Миллсом, есть дочь.